# Lampona hirsti
Lampona hirsti is een spinnensoort uit de familie Lamponidae. De soort komt voor in Zuid-Australië.